# Roman Zatwarnicki
Roman Aleksander Zatwarnicki, (ur. 13 maja 1916 we Lwowie, zm. 26 kwietnia 1992 w Bielsku-Białej) – polski pilot, konstruktor szybowcowy w Szybowcowym Zakładzie Doświadczalnym w Bielsku-Białej, pedagog.

## Życiorys
Był synem syn Aleksandra i Marii z domu Kastner. W 1934 uzyskał maturę w XI Państwowym Gimnazjum im. Jana i Andrzeja Śniadeckich we Lwowie. W tym samym roku rozpoczął studia na Wydziale Mechanicznym Politechniki Lwowskiej, jej dyplom nostryfikował w 1940 na AGH. W czasie studiów został członkiem korporacji akademickiej Slavia.
W 1937 rozpoczął szkolenie lotnicze i w tym samym roku uzyskał kategorie A, B i C pilota szybowcowego. Wstąpił do lwowskiego Związku Awiatycznego Studentów Politechniki Lwowskiej, od 1939 był członkiem Aeroklubu Lwowskiego. W 1939 został również członkiem Stowarzyszenia Inżynierów i Techników Mechaników Polskich (SIMP). W latach 1937–1940 pracował jako asystent na Katedrze Geometrii Wykreślnej Politechniki Lwowskiej, w 1940 r. rozpoczął pracę w Warsztatach Szybowcowych Nr 5, gdzie jako inżynier wiodący nadzorował budowę szybowców Us-6 i Sza-10. Po zajęciu Lwowa przez Niemców pracował w różnych przedsiębiorstwach nie związanych z szybownictwem.
W 1945 repatriował się ze Lwowa do Polski, gdzie nawiązał kontakt z organizatorami Instytutu Szybownictwa w Bielsku. W IS rozpoczął pracę od 1 listopada 1946 r., jego pierwszą konstrukcją była wyciągarka szybowcowa SZD-X oraz ściągarka liny holowniczej. Pod jego kierownictwem opracowano dokumentację SZD-22 Mucha Standard i SZD-19 Zefir 2. W latach 1949–58 uczył przedmiotów lotniczych w Technikum Lotniczym w Bielsku-Białej. W trakcie swej pracy brał udział w konstruowaniu szybowców: IS-A Salamandra, IS-3 ABC, SZD-8 Jaskółka, SZD-9 Bocian, SZD-10 Czapla, SZD-19 Zefir, SZD-22 Mucha Standard, SZD-25 Lis.
W 1981 odszedł na emeryturę, ale dalej pracował w SZD w charakterze rzecznika patentowego oraz tłumacza tekstów technicznych w zakresie języka angielskiego, niemieckiego i rosyjskiego.
Był autorem książki Mechanik wciągarkowy i ściągarkowy oraz współautorem Podręcznik pilota szybowcowego. Publikował artykuły w "Technice Lotniczej", "Magazynie Technologa Lotnictwa" oraz "Skrzydlatej Polsce".
Był odznaczony Srebrnym Krzyżem Zasługi, Krzyżem Kawalerskim Orderu Odrodzenia Polski, Brązowym Medalem za Zasługi dla Obronności Kraju, Złotą Odznaką SIMP, Złotą Odznaką Honorową NOT.